# Louisiana Five

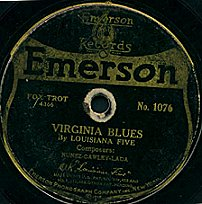
Emerson-78er der Louisiana Five: „Virginia Blues“ von 1919

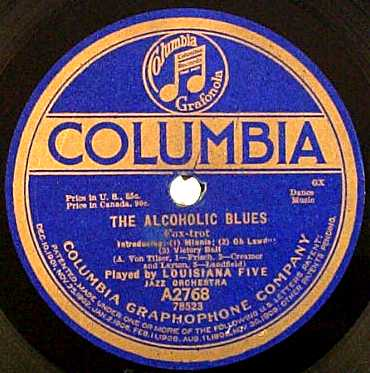
Columbia-78er der Louisiana Five: „The Alcoholic Blues“ von 1919; die B-Seite war „Kansas City Blues“ von Wilbur Sweatman

Die Louisiana Five waren eine US-amerikanische Jazzband, die von 1918 bis 1920 bestand.
Die Louisiana Five gehörte zu den frühesten Formationen dieser Musikrichtung, von der Aufnahmen entstanden. Die Band wurde in New York gegründet und von dem Schlagzeuger Anton Lada geleitet; sie bestanden außer Lada noch aus dem Pianisten Joe Cawley, dem Posaunisten Charlie Panelli, dem Banjospieler Karl Berger und dem Klarinettisten Alcide Nunez, der zuvor der Bert Kelly Band und auch der Original Dixieland Jassband angehört hatte (vor deren Plattenaufnahmen). Die Formation nahm eine Reihe von Schellackplatten für Label wie Emerson, Edison und Columbia auf, darunter entstanden Hits wie Dixie Blues (Mai 1919), Virginia Blues (Juli 1919) und I'll Get Him Yet (Januar 1920). Die Stücke gehörten neben den Aufnahmen der Original Dixieland Jass Band zu den ersten des Jazz, denn die Louisiana Five betraten im Dezember 1918 erstmals ein Tonstudio nur wenige Monate nach der ersten Jazzaufnahme, als sie fünf Titel einspielten. Bei einer ihrer Aufnahmesessions wirkte der Multiinstrumentalist Bernard „Doc“ Beherendson auf dem Kornett mit. Im Jahre 1919 nahmen sie 49 Titel auf, 1920 wurden lediglich noch acht Aufnahmen konserviert.   
Die Band genoss 1919 einige Popularität im Raum New York, wo am 23. Juni 1919 der Alcoholic Blues entstand, und ging auf Tourneen nach Texas und Oklahoma. Nachdem Nunez, der viele Titel mitkomponiert hatte, die Band verließ, machten die Louisiana Five 1920 noch einige Aufnahmen, bei denen ein Violinist die Klarinette von Nunez ersetzte.